# Criollas de Caguas
Criollas de Caguas – żeński klub piłki siatkowej z Portoryko. Swoją siedzibę ma w Caguas. Został założony w 1981.

## Sukcesy
- Mistrzostwa Portoryko:
  -  1996, 1997, 1998, 2000, 2001, 2002, 2005, 2011
  -  1999, 2004, 2007, 2008

## Kadra 2012/13
- 1.  Karla Colón
- 2.  Shara Venegas
- 5.  Sarai Álvarez
- 10. Diana Reyes
- 11. Karina Ocasio
- 12. Odemaris Diaz
- 13. Glorimar Ortega
- 16. Alexandra Oquendo